# Nehatu (Jõelähtme)
Nehatu is een plaats in de Estlandse gemeente Jõelähtme, provincie Harjumaa. De plaats heeft de status van dorp (Estisch: küla).

## Bevolking
Het dorp had 18 inwoners op 31 december 2011 en 34 inwoners op 31 december 2021.

## Vliegveld
Nehatu had vroeger een vliegveld. Tussen 1928 en 1936 werd dit vliegveld gebruikt door de luchtvaartmaatschappij Deruluft, een Duits-Russische joint venture, die de belangrijke verbinding Berlijn–Riga–Nehatu–Leningrad exploiteerde. Vanaf 1936 liep vrijwel al het luchtverkeer van en naar Estland via de Luchthaven Ülemiste, de huidige Luchthaven Tallinn Lennart Meri. Deruluft werd in 1937 opgeheven.
Het vliegveld deed daarna nog enkele jaren dienst als basis voor zweefvliegtuigen.